# Юргин, Игорь Васильевич
И́горь Васи́льевич Юрги́н (род. 3 марта 1995, Якутия, Россия) — российский военнослужащий, майор, командир штурмового отряда «Чёрная Мамба» 252 мотострелкового полка. Герой Российской Федерации (2024).

## Биография
Родился 3 марта 1995 года в Нижнем Куранахе Алданского района Якутии.
С детства занимался спортом, ходил на дзюдо и самбо. Имеет спортивный разряд кандидата в мастера спорта России по самбо. В 2014 году окончил гимназию в своём родном посёлке.
В 2013 году окончил гимназию в Нижнем Куранахе и поступил в Дальневосточное высшее общевойсковое командное училище в г. Благовещенск. После получения диплома в 2018 году был распределён в 252 гвардейский мотострелковый полк в Воронежскую область. Начинал служить командиром разведвзвода; после присвоения звания старшего лейтенанта был назначен на должность командира роты снайперов.
С 2023 года и до того, как был назначен в правительство Якутии был командиром отряда (штурмового) мотострелкового полка, принимал участие в российском вторжении на Украину.
В 2024 году участвовал в кадровой программе «Время героев», в сентябре 2024 года был назначен и. о. министра по делам молодёжи и социальным коммуникациям Якутии.
12 мая 2025 года назначен на пост директора департамента государственной политики в сфере воспитания, дополнительного образования и детского отдыха Министерства просвещения Российской Федерации.

## Звания и награды
- Герой Российской Федерации (Указом Президента Российской Федерации «закрытым» от 15 февраля 2024 года за мужество и героизм, проявленные при исполнении воинского долга, гвардии майору Юргину Игорю Васильевичу присвоено звание Героя Российской Федерации с вручением знака особого отличия — медали «Золотая Звезда»[15].
- Орден Мужества (2022)
- Орден Мужества (2022)
- Медаль «За отвагу»
- Пистолет Ярыгина (наградное именное оружие)
- Другие награды